# Gruber-Preis für Kosmologie
Der Gruber-Preis für Kosmologie (Gruber Cosmology Prize) wird seit 2000 von der Peter and Patricia Gruber Foundation verliehen und seit 2001 von der Internationalen Astronomischen Union unterstützt.
Der Kosmologiepreis wird einem führenden Kosmologen, Astronomen, Astrophysiker oder Wissenschaftsphilosophen für grundlegende theoretische, analytische oder konzeptionelle Entdeckungen verliehen, die zu wesentlichen Fortschritten des Gebiets führen. Er ist – wie die anderen Gruber-Preise auch – mit einer Goldmedaille und einem Preisgeld von 500.000 Dollar (Stand 2012) verbunden.

## Preisträger
- 2000 James Peebles und Allan Rex Sandage
- 2001 Martin Rees
- 2002 Vera Rubin
- 2003 Rashid Sunyaev
- 2004 Alan Guth und Andrei Dmitrijewitsch Linde
- 2005 James E. Gunn
- 2006 John Cromwell Mather und das COBE-Team
- 2007 Saul Perlmutter und sein Supernova Cosmology Project Team gemeinsam mit Brian P. Schmidt und dessen High-z Supernova Search Team
- 2008 J. Richard Bond
- 2009 Wendy Freedman, Robert Kennicutt, Jeremy Mould für die Bestimmung der Hubble-Konstante
- 2010 Charles C. Steidel für die Erforschung der ältesten bislang bekannten Galaxien
- 2011 Marc Davis, George Efstathiou, Carlos Frenk, Simon White
- 2012 Charles L. Bennett und das WMAP-Team
- 2013 Wjatscheslaw Fjodorowitsch Muchanow und Alexei Alexandrowitsch Starobinski
- 2014 Jaan Einasto, Kenneth C. Freeman, R. Brent Tully und Sidney van den Bergh
- 2015 John Carlstrom, Jeremiah P. Ostriker, Lyman Page
- 2016 Ronald Drever, Kip Thorne, Rainer Weiss, LIGO-Team
- 2017 Sandra M. Faber
- 2018 Planck-Weltraumteleskop-Team, Nazzareno Mandolesi, Jean-Loup Puget
- 2019 Nicholas Kaiser, Joseph Silk
- 2020 Lars Hernquist und Volker Springel
- 2021 Marc Kamionkowski, Uroš Seljak und Matias Zaldarriaga
- 2022 Frank Eisenhauer
- 2023 Richard Ellis
- 2024 Marcia J. Rieke
- 2025 Ryan Cooke und Max Pettini